# Російська академія освіти
Акаде́мія педагогі́чних нау́к РРФСР (АПН РРФСР) — науково-дослідна установа з центром у Москві, яка діяла в 1943—1966 роках і вела роботу в галузі теорії та історії педагогіки, політехнічного та виробничого навчання, часткових методик, дефектології, шкільної гігієни, психології тощо.
Академію засновано постановою РНК СРСР від 6 жовтня 1943 року. Перебувала у віданні Міністерства освіти РРФСР. У 1966 році була перетворена на Академію педагогічних наук СРСР (АПН СРСР). Наступницею союзної академії в 1992 році стала Російська академія освіти (РАО) (рос. Российская академия образования, РАО).
Президентом АПН РРФСР від 1946 року був Іван Каїров.

## Структура і склад
До складу АПН РРФСР входили інститути:
- теорії і історії педагогіки,
- психології,
- методів навчання,
- національних шкіл,
- художнього виховання,
- фізичного виховання та шкільної гігієни,
- дефектології.

Крім того, були:
- Інститут педагогіки
- музей народної освіти в Ленінграді,
- Державна бібліотека з педагогіки і народної освіти імені Костянтина Ушинського,
- Науковий архів народної освіти, видавництво (Москва),
- музей іграшки (місто Загорськ Московської області), низка шкільних і виховних базових закладів.

## Проблематика досліджень
АПН РРФСР сприяла розвиткові народної освіти в країні, розгортанню, плануванню і проведенню науково-дослідної діяльності в усіх галузях педагогічних наук, поширенню педагогічних знань серед населення, готувала науково-педагогічні кадри.

## Академіки
До складу АПН РРФСР входили 30 дійсних членів (академіків) і 66 членів-кореспондентів (1959). Серед академіків були представники багатьох національних республік СРСР, зокрема України (Сава Чавдаров, Григорій Костюк, Олексій Русько, Василь Сухомлинський).

## Видання АПН РРФСР
Академія видавала журнали:
- «Советская педагогика»,
- «Вопросы психологии»,
- «Семья и школа»,
- «Известия Академии педагогических наук РСФСР» та ін.